# Энарета
Энарета (Ἐναρέτη, букв. «доблестная», от ἐν, «в», и ἀρετή, «доблесть») или Айнарета (Αἰναρέτη, первый формант αἶνος в значении «хвала»?) — героиня древнегреческой мифологии, дочь Деимаха, жена Эола, и таким, образом,  прародительница эолийцев. Её дети — Крефей, Сизиф, Афамант, Салмоней, Деион, Магнет, Периер, Канака, Алкиона, Писидика, Калика и Перимеда. Она могла быть также матерью Арны, если Арна — дочь того Эола, супругой которого была Энарета.